# Freda Lingstrom
Freda Lingstrom (geboren 23. Juli 1893 in Chelsea, London; gestorben 15. April 1989 in Chartwell, Großbritannien) war eine Künstlerin, Illustratorin und Autorin.

## Leben und Wirken
Lingstrom wurde als Tochter des Kupferstechers George Lingstrom und Alice Clarey Anniss geboren. Ihre Großeltern väterlicherseits waren Schweden. Ihre Karriere begann mit einem Studium an der Central School of Arts and Crafts in London, ihren ersten Auftrag erhielt sie von Alf Cooke’s Londoner Werken. Anschließend arbeitete sie für die Carlton Studios und bei Norfolk, entschied sich dann jedoch für die Freiberuflichkeit. Ab 1922 arbeitete sie für verschiedene Eisenbahnunternehmen, u. a. die London North Eastern Railway und die norwegische Staatsbahn und wurde von der norwegischen und schwedischen Regierung beauftragt, die skandinavische Fremdenverkehrswerbung für England zu gestalten. Darüber hinaus gestaltete sie häufig Buchumschläge und Plakate und arbeitete als Gestalterin und Redaktionsmitglied für Kinderzeitschriften.
Ihre Arbeiten sind u. a. Teil der Sammlung des Art Institute of Chicago.

## BBC Children’s Television
1940 wurde sie von der BBC angestellt, 1947 zur stellvertretenden Leiterin von BBC Schools Broadcasting und 1951 zur Leiterin von BBC Children’s Television befördert. Bis 1955 hat sie an zahlreichen Kindersendungen mitgewirkt. Zusammen mit ihrer Freundin Maria Bird schuf sie Andy Pandy und The Flower Pot Men.

## Kindersendungen
- Listen with Mother (später Watch with Mother) (1950–1982)
- For The Very Young
- Andy Pandy (1950–1970)
- The Flower Pot Men (1952–1953)
- The Woodentops (1955–1957)
- Rag, Tag and Bobtail. (1953–1965)
- Picture Book (1955–1965)
- The Hot Chestnut Man (1953–1961)

## Bücher
- This is Norway (1933)
- The seeing eye. How to look at natural and man-made things with pleasure and understanding (1960)